# Ruben Agaronjan
Ruben Agaronjan (arménsky Ռուբեն Միքայելի Ահարոնյան; * 24. května 1947 Riga) je rusko-arménský houslista.
Vystudoval Moskevskou státní konzervatoř ve třídě Jurije Jakeleviče, poté aspiroval u Leonida Kogana.
V roce 1972 vyhrál mezinárodní soutěž interpretů v Montrealu; v roce 1974, na páté mezinárodní soutěži Petra Iljiče Čajkovského, sdílel druhé místo s Eugenem Fodorem a Rusudan Gvasalijovou (první cena tentokrát nebyla udělena).
Od roku 1971 vyučoval na Jerevanské státní konzervatoři a stal se profesorem. Od roku 1982 vedl Arménský státní komorní orchestr.
V roce 1996 se přestěhoval do Ruska a zaujal místo prvních houslí v Borodinově kvartetu.